# Nicolaus Fest
Nicolaus Fest é um político alemão da Alternativa para a Alemanha que está servindo como membro do Parlamento Europeu.